# Trigrad, Smolean
Trigrad (în bulgară Триград) este un sat în comuna Devin, regiunea Smolean,  Bulgaria. 

## Demografie
Componența etnică a satului Trigrad
     Nicio identificare (39,87%)
     Bulgari (54,68%)
     Altele (5,43%)
La recensământul din 2011, populația satului Trigrad era de 662 locuitori. Din punct de vedere etnic, majoritatea locuitorilor (54,68%) erau bulgari. Pentru 39,87% din locuitori nu este cunoscută apartenența etnică.